# 청연초등학교
청연초등학교(淸緣初等學校)는 경기도 화성시에 있는 공립 초등학교이다.

## 학교 연혁
- 2025년 3월 1일 : 개교